# Europeaden

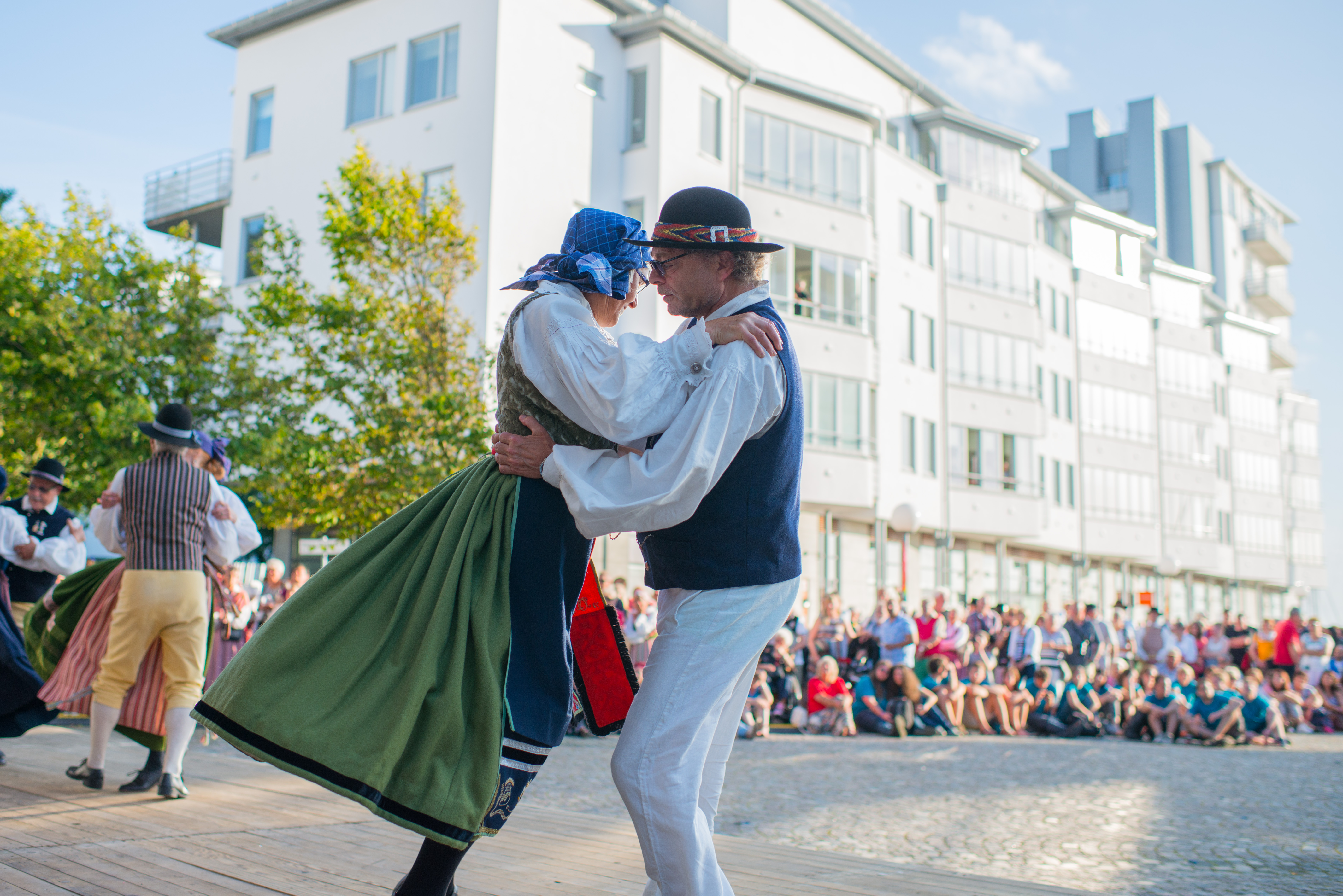
Folkdans på Henry Dunkers Plats i Helsingborg 2015.

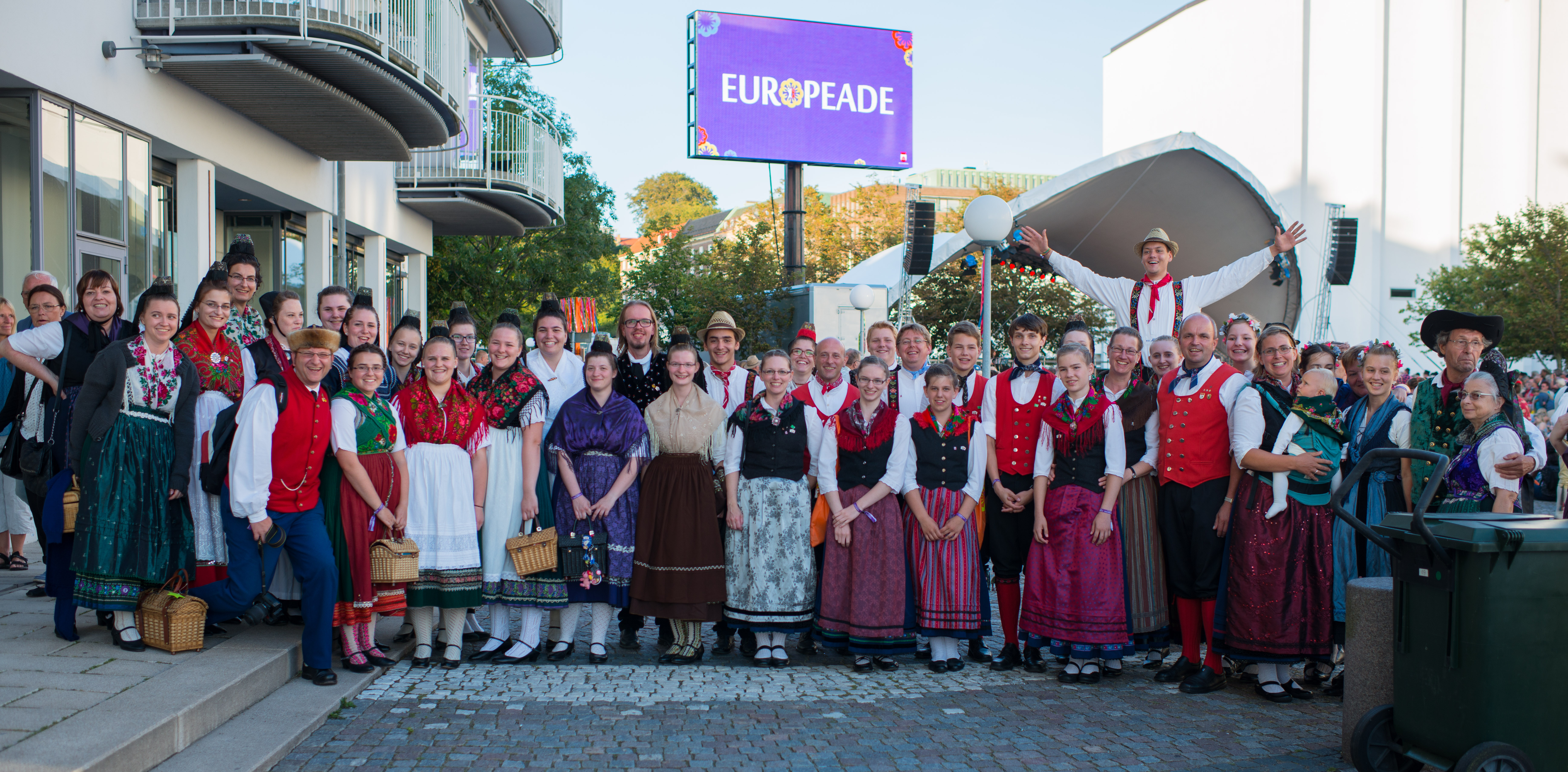
Dansare på Europeaden 2015 i Helsingborg.

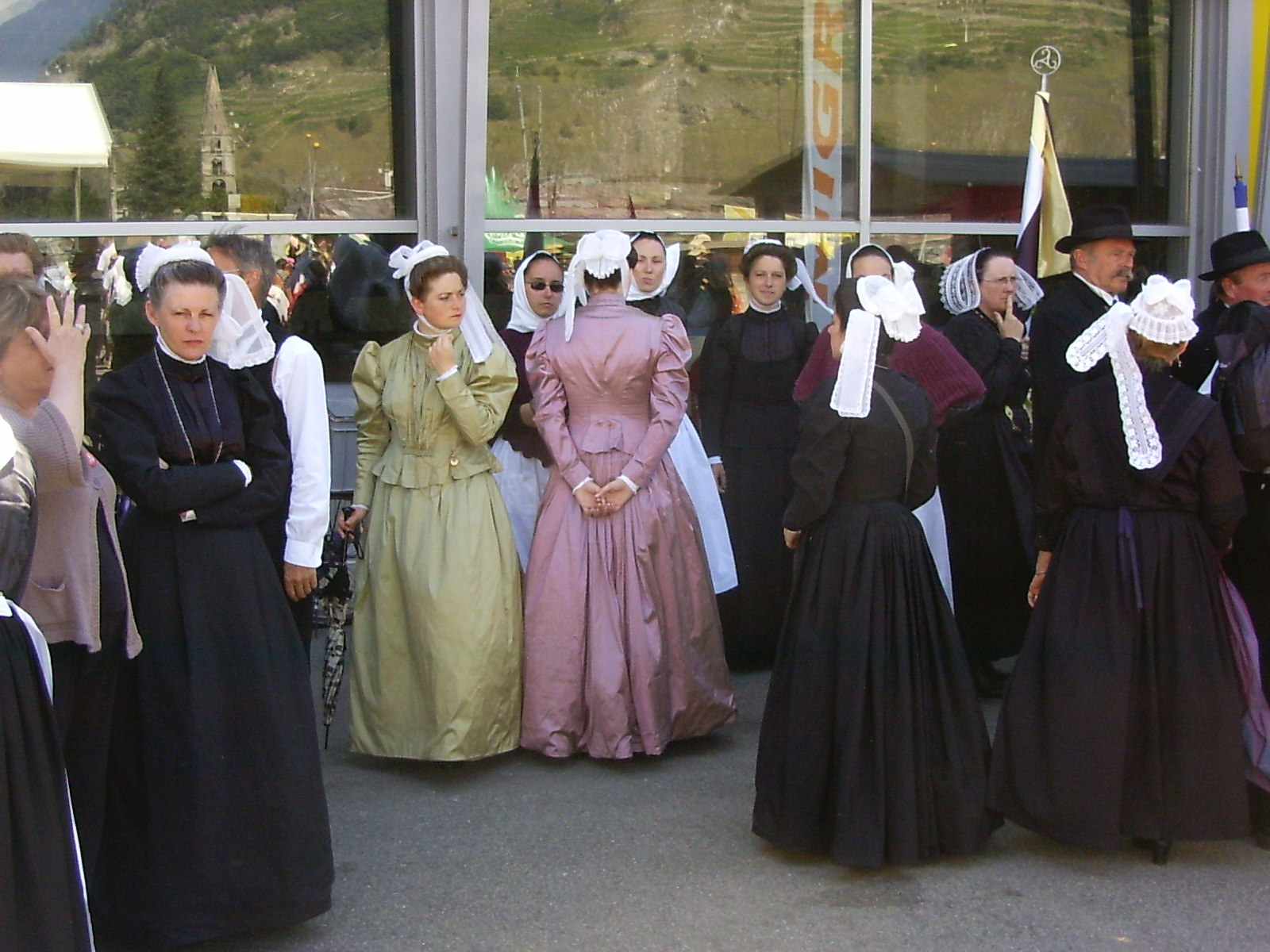
Europeaden 2008 i Martigny, Schweiz.

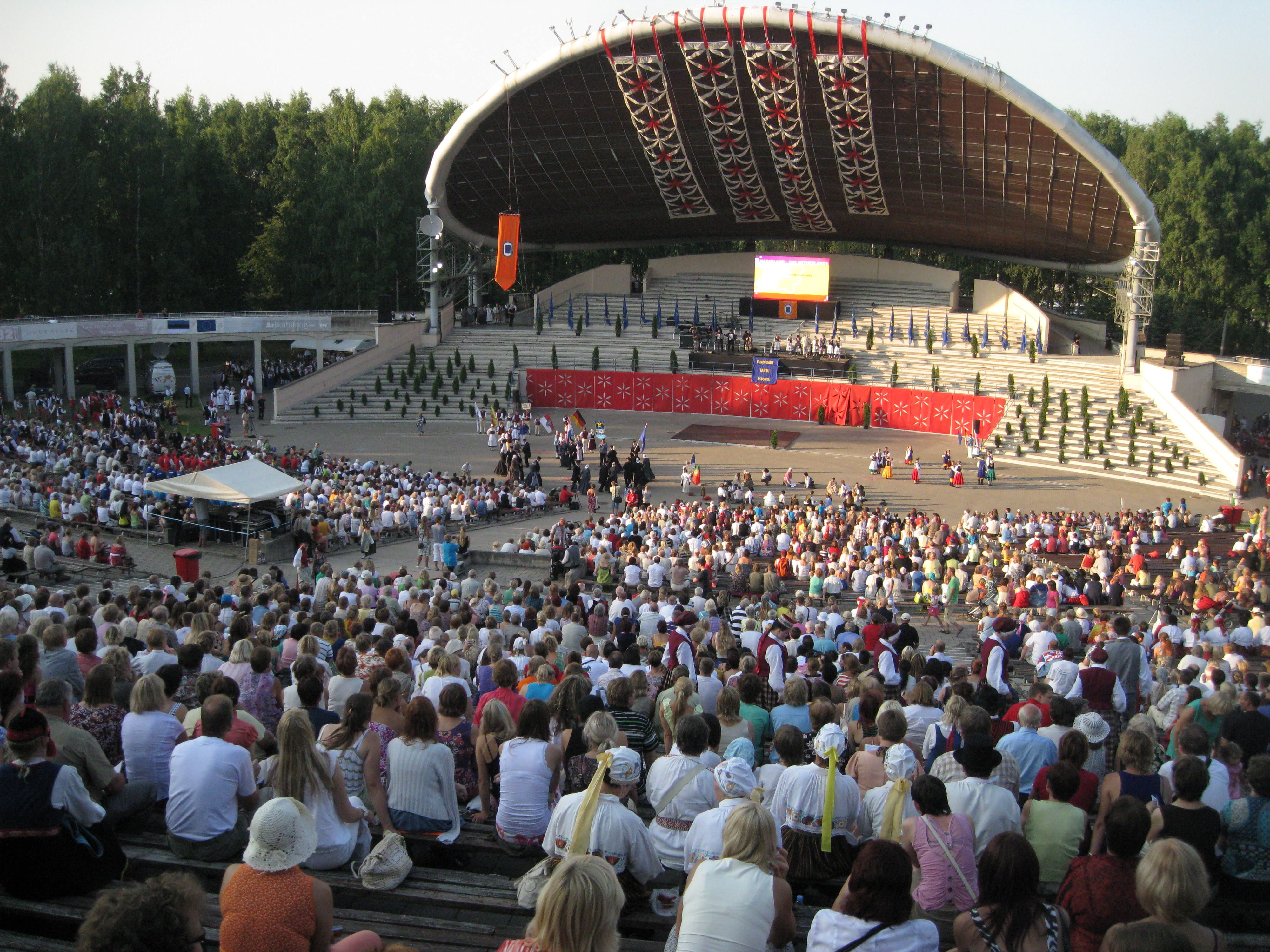
Europeadens evenemang 2011 vid Tartu festivalarena (laululava) i Tartu, Estland.

Europeaden är Europas största återkommande festival för folkdräkter, folkdans och folkmusik för grupper i hela Europa.
Evenemanget arrangerades första gången 1964 i Antwerpen i Belgien på initiativ av flamländaren Mon De Clopper (1922-1998) i egenskap av grundare av Flamländska Folkkulturrörelsen (Vlaamse Volkskunstbeweging, VVKB). Europeaden innebär en årlig samling på någon europeisk ort några dagar sommartid, då hundratals folkdanslag med musiker och sångare i sina lokala dräkter uppträder på olika scener med sina respektive traditionella danser och sånger. Normalt ingår även konserter och en uppvisningsparad med alla de tusentals medverkande längs gatorna. Syftet med Europeaden är att lyfta fram och bevara de europeiska folkens traditionella folkkulturella särarter och samtidigt erbjuda utövare och allmänhet möjligheter till att förenas och inspireras i gemenskap över gränserna.
Efter att tidigare ha ägt rum i södra och centrala Västeuropa har Europeaden sedan 1993 ett flertal gånger även arrangerats i Norden, Baltstaterna och Östeuropa. 5-9 augusti 2015 var det med Helsingborg första gången Sverige arrangerade Europeaden.

## Evenemangsorter
- 1964 Antwerpen, Belgien
- 1965 Dortmund, Västtyskland
- 1966 Antwerpen, Belgien
- 1967 Valencia, Spanien
- 1968 Antwerpen, Belgien
- 1969 Marche-en-Famenne, Belgien
- 1970 Herzogenaurach, Västtyskland
- 1971 Antwerpen, Belgien
- 1972 Annecy, Frankrike
- 1973 Nuoro, Italien
- 1974 Antwerpen, Belgien
- 1975 Marbella, Spanien
- 1976 Annecy, Frankrike
- 1977 Nuoro, Italien
- 1978 Wien, Österrike
- 1979 Antwerpen, Belgien
- 1980 Schwalmstadt, Västtyskland
- 1981 Martigny, Schweiz
- 1982 Gijón, Spanien
- 1983 Wien, Österrike
- 1984 Rennes, Frankrike
- 1985 Turin, Italien
- 1986 Figueira da Foz, Portugal
- 1987 München, Västtyskland
- 1988 Antwerpen, Belgien
- 1989 Libourne, Frankrike
- 1990 Valladolid, Spanien
- 1991 Rennes, Frankrike
- 1992 Figueira da Foz, Portugal
- 1993 Horsens, Danmark
- 1994 Frankenberg, Tyskland
- 1995 Valencia, Spanien
- 1996 Turin, Italien
- 1997 Martigny, Schweiz
- 1998 Rennes, Frankrike
- 1999 Bayreuth, Tyskland
- 2000 Horsens, Danmark
- 2001 Zamora, Spanien
- 2002 Antwerpen, Belgien
- 2003 Nuoro, Italien
- 2004 Riga, Lettland
- 2005 Quimper, Frankrike
- 2006 Zamora, Spanien
- 2007 Horsens, Danmark
- 2008 Martigny, Schweiz
- 2009 Klaipėda Litauen
- 2010 Bolzano, Italien
- 2011 Tartu, Estland
- 2012 Padua, Italien
- 2013 Gotha, Tyskland
- 2014 Kielce, Polen
- 2015 Helsingborg, Sverige
- 2016 Namur, Belgien
- 2017 Åbo, Finland
- 2018 Viseu, Portugal
- 2019 Frankenberg an der Eder, Tyskland
- 2020 Inställt
- 2021 Inställt
- 2022 Klaipėda, Litauen
- 2023 Gotha, Tyskland
- 2024 Nuoro, Italien
- 2025 Inställt